# امین رزیق
امین رزیق (انگلیسی: Amine Rzig؛ زادهٔ ۲۵ اوت ۱۹۸۰) بازیکن بسکتبال اهل تونس است.
وی در مسابقات کشوری و بین‌المللی در مجموع برندهٔ ۱ مدال طلا، ۱ مدال برنز شده‌است.